# Multicellás zivatar

## Általános jellemzői
- A zivatar leggyakoribb  típusa
- 5-15 m/s-os, 0-6 km-es szélnyírás kedvező feltételeket nyújt kialakulásához. 15 m/s-os 0-6 km-es szélnyírásnál már egy-egy cella akár szupercellássá is fejlődhet, marginális szupercellának is kedvez a szélnyírás
- Jellemzően több cellából áll, a cellák különböző stádiumban találhatók (fejlődő, érett, leépülő)
- Több órán keresztül is fennmaradhat
- Ha légköri fronthoz kapcsolódóan alakul ki, akkor egy egycellás zivatar úgy fejlődhet több cellássá (multicellássá), ha az egycellás zivatar kifutószélfrontján újabb cella keletkezik. Ez akkor valósulhat meg, ha a front egyensúlyban van a környezeti szélnyírással.
- Heves események (heves szélvihar (90 km/h-t meghaladó szél) és/vagy heves jégeső (2 cm-t meghaladó jégméret) és/vagy (EF0-EF1-es) tornádó) és nagy mennyiségű csapadék (felhőszakadás) is kísérheti
- Ha tornádó alakul ki belőle, azt nem mezociklonális tornádónak nevezzük. A nem mezociklonális tornádók Magyarországon gyakrabban fordulnak elő, mint a mezociklonális tornádók, de gyengébbek is.

## Zivataros kifutószél
- A csapadékhullással egy időben megkezdődik a csapadék hűtötte hideg levegő (cold pool) szétáramlása
- A kifutószélfront a hideg levegő vezető éle
- A frontfelület mentén horizontális örvények helyezkednek el

## Szélnyírás
- Ha a környezet szélnyírása általi örvényesség nagyobb, mint a kifutószélfront örvényesség, akkor a feláramlás ferde, a zivatarfelhő hátradőlő, nem hatékony.
- Ha a környezet szélnyírása általi örvényesség kisebb, mint a kifutószélfront örvényesség, akkor a feláramlás ferde, a zivatarfelhő előredőlő, nem hatékony.
- Ha a környezet szélnyírása általi örvényesség egyenlő a kifutószélfront örvényességgel, akkor a feláramlás erőteljes, újabb cellák alakulnak ki.

## Külső hivatkozások
- PDF at hs-staffserver.stjames.k12.mn.us
- snrs.unl.edu
- spotterguides.us
- NOAA spotter's guide